# Episodi de Il virginiano (quarta stagione)
La quarta stagione della serie televisiva Il virginiano è andata in onda negli Stati Uniti dal 15 settembre 1965 al 20 aprile 1966 sulla NBC, posizionandosi al 25º posto nei rating Nielsen di fine anno con il 22,0% di penetrazione e con una media superiore agli 11 milioni di spettatori.
| nº | Titolo originale                        | Titolo italiano | Prima TV USA      | Prima TV Italia |
| -- | --------------------------------------- | --------------- | ----------------- | --------------- |
| 1  | The Brothers                            |                 | 15 settembre 1965 |                 |
| 2  | Day of the Scorpion                     |                 | 22 settembre 1965 |                 |
| 3  | A Little Learning                       |                 | 29 settembre 1965 |                 |
| 4  | The Claim                               |                 | 6 ottobre 1965    |                 |
| 5  | The Awakening                           |                 | 13 ottobre 1965   |                 |
| 6  | Ring of Silence                         |                 | 27 ottobre 1965   |                 |
| 7  | Jennifer                                |                 | 3 novembre 1965   |                 |
| 8  | Nobility of Kings                       |                 | 10 novembre 1965  |                 |
| 9  | Show Me a Hero                          |                 | 17 novembre 1965  |                 |
| 10 | Beyond the Border                       |                 | 24 novembre 1965  |                 |
| 11 | The Dream of Stavros Karas              |                 | 1º dicembre 1965  |                 |
| 12 | The Laramie Road                        |                 | 8 dicembre 1965   |                 |
| 13 | The Horse Fighter                       |                 | 15 dicembre 1965  |                 |
| 14 | Letter of the Law                       |                 | 22 dicembre 1965  |                 |
| 15 | Blaze of Glory                          |                 | 29 dicembre 1965  |                 |
| 16 | Nobody Said Hello                       |                 | 5 gennaio 1966    |                 |
| 17 | Men with Guns                           |                 | 12 gennaio 1966   |                 |
| 18 | Long Ride to Wind River                 |                 | 19 gennaio 1966   |                 |
| 19 | Chaff in the Wind                       |                 | 26 gennaio 1966   |                 |
| 20 | The Inchworm's Got No Wings at All      |                 | 2 febbraio 1966   |                 |
| 21 | Morgan Starr                            |                 | 9 febbraio 1966   |                 |
| 22 | Harvest of Strangers                    |                 | 16 febbraio 1966  |                 |
| 23 | Ride a Cock-Horse to Laramie Cross      |                 | 23 febbraio 1966  |                 |
| 24 | One Spring Like Long Ago                |                 | 2 marzo 1966      |                 |
| 25 | The Return of Golden Tom                |                 | 9 marzo 1966      |                 |
| 26 | The Wolves Up Front, the Jackals Behind |                 | 23 marzo 1966     |                 |
| 27 | That Saunders Woman                     |                 | 30 marzo 1966     |                 |
| 28 | No Drums, No Trumpets                   |                 | 6 aprile 1966     |                 |
| 29 | A Bald-Faced Boy                        |                 | 13 aprile 1966    |                 |
| 30 | The Mark of a Man                       |                 | 20 aprile 1966    |                 |

## The Brothers
- Prima televisiva: 15 settembre 1965
- Diretto da: Anton Leader
- Scritto da: Dick Nelson

### Trama
- Guest star: Stuart Randall (giudice Clayborn), Bill Quinn (pubblico ministero), Jan Shepard (Ellen Denning), Kurt Russell (Andy Denning), Hal Baylor (caporale Jobie), Fred Carson (Cut Hand), Myron Healey (sergente Cohane), Henry Hunter (avvocato della difesa), Jess Kirkpatrick (Marshal Dawes), Robert Lansing (Matt Denning), Loyal T. Lucas (Gunny), Andrew Prine (Will Denning), Brad Weston (soldato)

## Day of the Scorpion
- Prima televisiva: 22 settembre 1965
- Diretto da: Robert Butler
- Scritto da: Don Ingalls

### Trama
- Guest star: Jon Locke (Abel Tercell), Harold Gould (Lacey), John McLiam (John Pierce), Sean McClory (Cobb), John Anderson (Adam Tercell), Tim Donnelly (Tippy), Edward Faulkner (Proctor), Maura McGiveney (Reagan Tercell)

## A Little Learning
- Prima televisiva: 29 settembre 1965

### Trama
- Guest star: George Kirgo (barista), Craig Hundley (Kenny Beesom), Ed Prentiss (Warden), Susan Oliver (Martha Perry), Harry Townes (Cal Beesom), Dub Taylor (Walt Cooper), Albert Salmi (Rafe Simmons), Bruce Dern (Bert Kramer), Alice Frost (Mrs. Kolbey), Dave Willock (Hank Jessop)

## The Claim
- Prima televisiva: 6 ottobre 1965
- Diretto da: Bernard L. Kowalski
- Scritto da: Shirl Hendryx

### Trama
- Guest star: Don 'Red' Barry (uomo), Darlene Enlow, Strother Martin (Finley), Jackie Russell (Irmetta), William Shatner (Luke Milford)

## The Awakening
- Prima televisiva: 13 ottobre 1965
- Diretto da: Leon Benson
- Scritto da: Robert J. Crean

### Trama
- Guest star: Jack Lambert (Pine), Ford Rainey (Claypool), Glenn Corbett (David Henderson), John Doucette (Calder), Virginia Christine (Mrs. Claypool)

## Ring of Silence
- Prima televisiva: 27 ottobre 1965

### Trama
- Guest star: Joyce Van Patten (Mary Stewart), Kevin Tate (ragazzo), Heather Ames (Lisa), Guy Wilkerson (sceriffo di Jackson City), Edward Binns (McCormick), Pepe Callahan (Manuelo), Royal Dano (Daniels), Joe De Santis (Juan Pablo), Earl Holliman (Wiley), John Hoyt (Mr. Marshall), Norman Leavitt (straccivendolo), Perry Lopez (Shotgun), Joe Price (barista)

## Jennifer
- Prima televisiva: 3 novembre 1965

### Trama
- Guest star: James MacArthur (Johnny Bradford), Hal Needham (Bounty Hunter), Michael Stanwood (vice), Boyd Stockman (conducente della diligenza)

## Nobility of Kings
- Prima televisiva: 10 novembre 1965
- Diretto da: Paul Stanley
- Soggetto di: James Duff McAdams

### Trama
- Guest star: Vito Scotti (Gilly), Davis Roberts (capostazione), Charles McDaniel (Harper), James Sikking (Sanders), Russ Bender (Doc Linell), Charles Bronson (Ben Justin), Edward Faulkner (Andy Proctor), George Kennedy (Tom 'Bear' Suchette), Robert P. Lieb (Mr. Howell), Lois Nettleton (Mary Justin), Robert Random (Will Justin), John Mitchum (barista)

## Show Me a Hero
- Prima televisiva: 17 novembre 1965
- Diretto da: Leon Benson
- Soggetto di: Alvin Boretz

### Trama
- Guest star: Lee Patterson (Midge Conway), Leonard Nimoy (Keith Bentley), Sue Randall (Sarah Bentley), Hinton Pope (cittadino), Richard Beymer (Frank Colter), Lane Bradford (Deke), Douglas Fowley (sceriffo Ben Tolliver), John Harmon (Trivett), Rex Holman (Lonny), Sherry Jackson (Lois Colter), Ken Lynch (Philip Leland), Mort Mills (Bert Devlin), John Mitchum (Sam il barista), Russ Whiteman (cittadino)

## Beyond the Border
- Prima televisiva: 24 novembre 1965

### Trama
- Guest star: Thomas Gomez (Fedencio), Michael Forest (Zach Wheeler), Gregg Palmer (Cal), Joe Mantell (Aaron), Chris Alcaide (Howard Heller), Joan Staley (Maggie)

## The Dream of Stavros Karas
- Prima televisiva: 1º dicembre 1965
- Diretto da: Richard Benedict
- Scritto da: A. I. Bezzerides

### Trama
- Guest star: Russ Conway (Charley Cousins), Michael Constantine (Stavros Karas), Joey Russo (Yanko Russo), Vicki Malkin (Sophie Karas), Louise Sorel (Eleni Niarcos), John Anthony Hayes (Sam Cousins)

## The Laramie Road
- Prima televisiva: 8 dicembre 1965
- Diretto da: Charles S. Dubin
- Scritto da: Halsted Welles

### Trama
- Guest star: Leslie Nielsen (Harry Lightfoot), Jimmy Joyce (astante), Rory Stevens (Timothy Clinchy), Marge Redmond (Mary Clinchy), Claude Akins (Hezekiah), Margaret Blye (Velvet-Rose), Shug Fisher (Mr. Peterson), Leonard P. Geer (lavoratore nel ranch), Berkeley Harris (Arnold 'Crouch' Hudkins), Harold Stone (Ev Clinchy)

## The Horse Fighter
- Prima televisiva: 15 dicembre 1965
- Diretto da: Anton Leader
- Scritto da: Richard Fielder

### Trama
- Guest star: Don Dubbins (Albi), Stuart Anderson (Stratton), Nolan Leary (dottore), Harry Guardino (Sam Willock), Kelly Thordsen (Mace)

## Letter of the Law
- Prima televisiva: 22 dicembre 1965
- Diretto da: Charles S. Dubin
- Scritto da: Donn Mullally

### Trama
- Guest star: Don Stewart (Kip Lathrop), Ron Soble (Hoby Porter), Michael Harris (commesso viaggiatore), William Tannen (conducente), James Best (Curt Westley), Davey Davison (Joan Westley), James Doohan (James Francis O'Bannion), David McLean (governatore), Simon Oakland (Charles Sanders), Bryan O'Byrne (Caldwell), Paul Potash (Larry Chase), Jack Pepper (Raymond Jerez)

## Blaze of Glory
- Prima televisiva: 29 dicembre 1965

### Trama
- Guest star: John Mitchum (barista), Joan Freeman (Judy King), Michael Sarrazin (Sam Coates), Noam Pitlik (Bert March), Rayford Barnes (Smith), Hal Bokar (Stuart Kelly), Jim Boles (Henry Wirtz), Leif Erickson (Bill King), Karl Swenson (Ben Wallace)

## Nobody Said Hello
- Prima televisiva: 5 gennaio 1966
- Diretto da: Alf Kjellin
- Scritto da: Herb Meadow

### Trama
- Guest star: John Mitchum (Bucky il barista), Wesley Lau (Mat McLain), James Whitmore (capitano Piper Pritican), Jackie Russell (ragazza nel saloon), Steve Carlson (Davis Pritican), Frank Gerstle (Milt Shiffman), Virginia Grey (Laura Pritican), Peter Whitney (Ansel Miller)

## Men with Guns
- Prima televisiva: 12 gennaio 1966
- Diretto da: Leon Benson
- Scritto da: Halsted Welles

### Trama
- Guest star: Jeff Scott (Wilber), Brenda Scott (Gina Larsen), Buck Taylor (Lem Bliss), Robert F. Simon (Eric Larsen), Peter Coe (Adrian), Coleen Gray (Pearl), Douglas Kennedy (sceriffo), William Phipps (Hans), Telly Savalas ('Colonel'Bliss), Andy Albin (Ernie)

## Long Ride to Wind River
- Prima televisiva: 19 gennaio 1966
- Diretto da: Paul Henreid
- Scritto da: Sy Salkowitz

### Trama
- Guest star: Quinn Redeker (Benjy Davis), Robert Karnes (Hobey Kendall), Pilar Seurat (Hapamawa), Carlos Rivas (leader indiano), Michael Burns (Noah MacIntosh), John Cassavetes (Jonah MacIntosh), Richard Devon (Beamer), Dub Taylor (Runty Bojohn)

## Chaff in the Wind
- Prima televisiva: 26 gennaio 1966
- Diretto da: Herman Hoffman
- Scritto da: Joy Dexter

### Trama
- Guest star: Linda Lawson (Becky Ellis), James Kline (cittadino di Laramie), Boyd 'Red' Morgan (giocatore di poker), John Mitchum (barista), Ed Begley (Micah Ellis), Tony Bill (Clipper Ellis), Lonny Chapman (Clemmet Ellis), John Pickard (sceriffo di Laramie)

## The Inchworm's Got No Wings at All
- Prima televisiva: 2 febbraio 1966
- Diretto da: Paul Stanley
- Soggetto di: Allan Sloane

### Trama
- Guest star: Jack Dodson (Henry Brodie), Ed Deemer (Evans), Gregg Palmer (Peters), Stacey Gregg (Marcy Tait), Lou Antonio (Niles), Anthony Caruso (Pa Tait), Angela Clarke (Ma Tait), Michael Stanwood (Jennings)

## Morgan Starr
- Prima televisiva: 9 febbraio 1966
- Diretto da: Anton Leader
- Scritto da: Herman Miller, Barry Oringer

### Trama
- Guest star: L.Q. Jones (Beldon), Peggie Castle (Melissa), Brad Weston (Ben), Frank Sully (cameriere), Paul Birch (Mack Lewis), Roy Engel (Wingate), Edward Faulkner (Proctor), Pitt Herbert (addetto al telegrafo), Ken Mayer (McDuff), George Mitchell (Noah MacMillan), Buck Young (Walker)

## Harvest of Strangers
- Prima televisiva: 16 febbraio 1966

### Trama
- Guest star: Willard Sage (Charlie Davis), Stuart Nisbet (barista), Vince St. Cyr (Metis), Jan Shepard (Connie Burns), Rick Arnold (Metis), John Anderson (Jeremiah Chilton), Val Avery (Jim Sunderland), Émile Genest (Brule), John Dehner (Morgan Starr), Geoffrey Horne (Regan), Eddie Little Sky (Cut Knife), Robert P. Lieb (Stacey), Fabrizio Mioni (Jean), Barbara Turner De Hubp (Louise Devers)

## Ride a Cock-Horse to Laramie Cross
- Prima televisiva: 23 febbraio 1966
- Diretto da: Anton Leader
- Scritto da: Clair Huffaker

### Trama
- Guest star: Ken Lynch (Johnson), Rance Howard (Luka), Nita Talbot (Melinda), Alex Montoya (Dom), Fred Carson (capo indiano), Steve Gravers (Valera), John Harmon (barista), Harry Harvey (Horatio), Myron Healey (Lomax), William Tannen (Ely)

## One Spring Like Long Ago
- Prima televisiva: 2 marzo 1966
- Diretto da: Herman Hoffman
- Scritto da: Robert Sabaroff

### Trama
- Guest star: Charles Seel (negoziante), Warren Oates (Bowers), Garry Walberg (Harry Weatherby), Vince St. Cyr (guardia), Martine Bartlett (Margaret McKinley), Clive Clerk (Tonka), John Dehner (Morgan Starr), Eduard Franz (Two Hawks), John War Eagle (High Sun)

## The Return of Golden Tom
- Prima televisiva: 9 marzo 1966
- Diretto da: Anton Leader
- Soggetto di: Joel Rogosin, Andy Lewis

### Trama
- Guest star: Don Keefer (Ross Tedler), Victor Jory (Tom Brant), Dee Pollock (Willie Cade), Dennis McCarthy (Frank Shaw), Kimberly Beck (Laura Tedler), Larry J. Blake (Keel), Marvin Brody (Fat Jim Potter), Dee Carroll (Sarah Tedler), Linden Chiles (Ira Lom), Med Flory (Ingram), Ross Hagen (Stacy), Jean Inness (Widow Hazard), Kelly Thordsen (Amos Coe)

## The Wolves Up Front, the Jackals Behind
- Prima televisiva: 23 marzo 1966

### Trama
- Guest star: Peggy Lipton (Dulcie Colby), Jay C. Flippen (Pa Colby), Bing Russell (Donovan), Donnelly Rhodes (Ben Colby), Michael J. Pollard (Georgie Sam), James Farentino (Frank Colby), Jack Ragotzy (Billy Nolan)

## That Saunders Woman
- Prima televisiva: 30 marzo 1966
- Diretto da: William Hale
- Soggetto di: Edward de Blasio

### Trama
- Guest star: Sheree North (Della Saunders), Douglas Henderson (Jenkins), Stephen Roberts (Alfred Krebs), Stuart Randall (giudice Franklin), Stuart Anderson (Billy Conklin), Tol Avery (Rutledge), Victoria Albright (Diane Ballinger)

## No Drums, No Trumpets
- Prima televisiva: 6 aprile 1966
- Diretto da: Arthur H. Nadel
- Soggetto di: Robert Sabaroff

### Trama
- Guest star: Rex Holman (Harmon), Michael Fox (generale Howard), Leslie Nielsen (Cleve Mason), Mark Miranda (Golindo), Julie Adams (Marian Clay), Barry Atwater (senatore Mills), Eric Braeden (Augustin), Eduardo Ciannelli (padre Carlo), Edward Colmans (governatore Delgado), Richard Devon (Ed Beal), David Renard (Barrega)

## A Bald-Faced Boy
- Prima televisiva: 13 aprile 1966
- Diretto da: Earl Bellamy
- Scritto da: Jack Curtis

### Trama
- Guest star: Andrew Prine (Brett Benton), Barry O'Hara (barista), Karen Jensen (Gloria Claiborne), Michael Stanwood (Peck Benton), Royal Dano (zio Dell Benton), Andrew Duggan (James Claiborne), Harold Fong (cuoco), Kay E. Kuter (Razz Benton), Kent McCord (impiegato dell'hotel), Jeff Scott (uomo)

## The Mark of a Man
- Prima televisiva: 20 aprile 1966
- Diretto da: Anton Leader
- Scritto da: Harold Swanton

### Trama
- Guest star: Irene Tedrow (Gran McDevitt), Harold Stone (Jake), Jean Willes (Lily), CeCe Whitney (Georgia), Brooke Bundy (Susan McDevitt), Jon Locke (uomo), Stuart Nisbet (Tolliver), John McLiam (Eben McDevitt), Richard LePore (Will Rountree), Barry Primus (Johnny Younce), Bill Quinn (dottore Stanton), Milton Stark (uomo), Dick Shane